# Alcalá de Moncayo (kommunhuvudort)
Alcalá de Moncayo är en kommunhuvudort i Spanien.   Den ligger i provinsen Provincia de Zaragoza och regionen Aragonien, i den nordöstra delen av landet, 230 km nordost om huvudstaden Madrid. Alcalá de Moncayo ligger 752 meter över havet och antalet invånare är 152.
Terrängen runt Alcalá de Moncayo är varierad. Trakten runt Alcalá de Moncayo är nära nog obefolkad, med mindre än två invånare per kvadratkilometer. Närmaste större samhälle är Tarazona, 13,4 km norr om Alcalá de Moncayo. 